# Ein Herz braucht Liebe
Ein Herz braucht Liebe ist ein deutsches Filmmelodram aus dem Jahre 1959 von Harald Röbbeling, dessen letzte Inszenierung dies war, mit Rudolf Prack, Winnie Markus, Paul Esser und Eva Kotthaus in den Hauptrollen.

## Handlung
Die Ehe der Eltern von Mischa Wilden ist gescheitert. Als sich beide trennen, will die Mutter nichts mehr von ihrem Sohn wissen („Ich kann ihn nicht brauchen“) und auch der Vater, der sich bereits eine sehr viel jüngere Geliebte zugelegt hat, die Kinder nicht mag, zeigt kein Interesse an dem etwa elfjährigen Jungen. Er schiebt daraufhin Mischa in die Obhut von Dr. Rentz ab. Dessen Erziehungsmotto für Jungs lässt Schlimmstes erahnen: „Treu, zäh und hart. Das ist Mannesart“. Mischa ist dort todunglücklich, und so wird Mischa eines Tages in das Jugenddorf Klinge weitergereicht, das gänzlich andere Erziehungsmethoden an den Tag legt. Hier versucht man nicht, die Kinder zu brechen, sondern man begegnet ihnen mit Verständnis und Zuneigung. Dennoch tut sich Mischa schwer, sich in dieser neuen und ihm völlig ungewohnten Welt einzufügen. Der Pfarrer des Jugenddorfs versteht es recht gut, mit den sehr unterschiedlichen Bewohnern umzugehen. Sorgen macht ihm neben Mischa vor allem Peter, ein junger Mann ohne Eltern aus Jugoslawien, der sehr aggressiv und renitent auftritt und gern auch mal ein Klappmesser zückt.
Mischa freundet sich mit einem kleinen Mädchen namens Anita an, das ebenfalls von ihrem Vater ins Jugenddorf gebracht wurde. Der Witwer Thomas Reimer geht sehr liebevoll mit seiner Tochter um, ist aber beruflich sehr angespannt und reist als gefragter Konzertmusiker von Stadt zu Stadt. Von Sehnsucht nach seinem Vater getrieben, rückt Mischa eines Nachts aus. Ein anderer Junge namens Hans verleitet ihn dazu, mit ihm das Geld des Jugenddorfs aus einer verschlossenen Schreibtischschublade der Verwaltung zu stehlen. Beide machen sich noch in derselben Nacht davon in Richtung Heidelberg.
Die kleine Anita freut sich über alle Maßen, dass ihr Vater sie heute abholen soll. Umso enttäuschter ist Anita, dass er sie nun doch nicht mitnehmen kann, denn er muss gleich zu seinem nächsten Konzert fliegen. Derweil hat sich Mischa mit dem Zug nach Lindau aufgemacht, um im schweizerischen Rorschach seinen Vater aufzusuchen. Sein Vater zeigt sich erneut alles andere als begeistert, als sein Sohn unvermittelt auftaucht, zumal seine junge Geliebte eiskalt erklärt, dass sie gehen werde, wenn der Junge bleibt. Prompt setzt Mischas Vater seinen Sohn gleich in den nächsten Zug zurück. Da ihn sein Vater nicht haben will, beschießt der Junge, sich nach Erfurt in die damals noch nicht komplett abgeriegelte DDR aufzumachen, wo seine Mutter lebt. An der Zonengrenze wird er von einem bundesdeutschen Grenzposten aufgegabelt und zum Grenzinspektor Wehrich gebracht. Der kontaktiert Mischas Mutter in Erfurt und muss von ihr erfahren, dass sie kein Interesse an ihrem Sohn hat. Mischa kehrt ins Jugenddorf zurück, und die Betreuerin Elisabeth wird vom Pfarrer damit beauftragt, sich ganz besonders um Mischa zu kümmern.
Herr Reimer, der gerade in Stockholm gastiert, gehen derweil die Worte des Pfarrers bei seinem letzten Besuch in Klinge nicht mehr aus dem Kopf. Der Gottesmann hatte gesagt, dass ein Kind seine Eltern benötige, und deshalb fragt Reimer kurzerhand seine ihm wohl vertraute Sekretärin Helene, die sich auch sonst um alle privaten Dinge Reimers kümmert, ob sie ihn nicht heiraten wolle. Helene, die bereits ein Geschenk für Anita, die in zwei Tagen ihren Geburtstag feiert, gekümmert hat, nimmt den Antrag an. Angesichts der schlimmen Erfahrungen, die Mischa mit seinen lieblosen Eltern gemacht, nimmt sich nun Erzieherin Elisabeth seiner besonders an. Als Mischa hört, dass Anitas Vater und Helene heiraten wollen, ist er besonders traurig, weil er vorgelebt bekommt, was ihm leider nicht vergönnt ist: Nämlich wie es ist, richtige Eltern zu bekommen. Daraufhin läuft er in der Dämmerung in den angrenzenden Wald. Sofort machen sie Kinder und Betreuer vom Jugenddorf auf und suchen ihn. Man findet ihn zusammengekauert auf dem Waldboden und bringt ihn ins Camp zurück.
Betend wacht Elisabeth an seinem Krankenbett. Mit Mühe überlebt der Junge seine Unterkühlung. In der Zwischenzeit kommt es zwischen dem hitzköpfigen Jugoslawen Peter und einem anderen Mitbewohner zu einer schweren Handgreiflichkeit, bei der Peter auf seinen Kontrahenten Robert einsticht. Nach einer Strafpredigt durch den Pfarrer findet Peter, der durch sein schweres bisheriges Leben längst den Glauben an Gott verloren hat, den Weg in die Kirche zurück und betet um das Leben Roberts. Tatsächlich überlebt dieser. An Mischas Krankenbett sind dessen Eltern eingetroffen. Mischa findet keinen Zugang mehr zu ihnen und will auch nicht mit ihnen sprechen. Seine Mutter wendet sich daraufhin genervt ab und geht. Wenigstens der Vater möchte jetzt den Jungen nun doch zu sich nehmen. Da spricht der Pfarrer ein Machtwort und hält Herrn Wilden sein bisheriges Verhalten gegenüber seinem Sohn Mischa vor. Mischa bleibt im Camp und findet in Elisabeth einen Mutterersatz. Am Ende feiern die Jugend-Camper ein Sommerfest mit einem brennenden Scheiterhaufen.

## Produktionsnotizen
Ein Herz braucht Liebe entstand 1959 in Seckach (Jugenddorf Klinge), Heidelberg und am Bodensee. Produzentin Charlotte Röbbeling übernahm auch die Herstellungsleitung. Walter Rühland sorgte für den Ton.

## Kritik
Im Lexikon des Internationalen Films heißt es: „Hölzern in der Gestaltung und deshalb ohne Überzeugungskraft, ist der Film allenfalls interessant durch seinen dokumentarischen Hintergrund.“